# منذر ابوعماره
منذر ابوعماره (عربی: منذر عمر عبد العزيز ابو عمارة؛ زادهٔ ۲۴ آوریل ۱۹۹۲) بازیکن فوتبال اهل اردن است.
از باشگاه‌هایی که در آن بازی کرده‌است می‌توان به باشگاه ورزشی الوحدات اشاره کرد.
وی همچنین در تیم‌های ملی فوتبال زیر ۲۳ سال اردن، و زیر ۲۳ سال اردن، و اردن بازی کرده‌است.